# مارتن فرانس
مارتن فرانس (بالإنجليزية: Martin France)‏ هو عازف جاز وطبال وأستاذ جامعي بريطاني، ولد في 29 فبراير 1964.

## وصلات خارجية
- مارتن فرانس على موقع IMDb (الإنجليزية)
- مارتن فرانس على موقع ميوزك برينز (الإنجليزية)
- مارتن فرانس على موقع أول ميوزيك (الإنجليزية)
- مارتن فرانس على موقع ديسكوغز (الإنجليزية)